# 340-ва фольксгренадерська дивізія (Третій Рейх)
340-ва фольксгренадерська дивізія (Третій Рейх) (нім. 340. Volksgrenadier-Division) — піхотна дивізія народного ополчення (фольксгренадери), що входила до складу Вермахту на останньому етапі Другої світової війни.

## Історія
340-ва фольксгренадерська дивізія сформована 15 вересня 1944 року у Торні на фондах 572-ї фольксгренадерської дивізії Вермахту, як правонаступниця 340-ї піхотної дивізії, що була розгромлена у Львівсько-Сандомирській операції. Після формування перекинута на Західний фронт, билась в Арденнській операції під Бастонью та в Айфельських горах. Після невдалої битви на Виступі відходила до південної Німеччини. У квітні 1945 року капітулювала американським військам у Рурському котлі.
30 березня 1945 року в ході 35-ї хвилі мобілізації в XI-му військовому окрузі з окремих підрозділів 340-ї та 167-ї фольксгренадерських дивізій, саперної школи Дессау та 412-ї корпусної артилерійської групи фольксштурму, а також особового складу резервістів, зокрема частин Люфтваффе, була сформована піхотна дивізія «Шарнгорст».

## Райони бойових дій
- Західна Пруссія (вересень — листопад 1944);
- Західна Німеччина, Бельгія (листопад 1944 — квітень 1945).

## Командування

### Командири
- генерал-лейтенант Теодор Тольсдорф (нім. Theodor Tolsdorff) (4 вересня 1944 — квітень 1945).

### Підпорядкованість
| Час      | Корпус     | Армія      | Група армій (округ)   | Штаб              |
| -------- | ---------- | ---------- | --------------------- | ----------------- |
| 1944     |            |            |                       |                   |
| вересень |            |            | 20-й військовий округ | Торн              |
| листопад | LXXXI-й ак | 5-та ТА    | Група армій «B»       | Бастонь           |
| грудень  | I-й тк СС  | 7-ма армія | Група армій «B»       | Ардени            |
| 1945     |            |            |                       |                   |
| січень   |            | 5-та ТА    | Група армій «B»       | Західна Німеччина |
| лютий    | XIII-й ак  | 7-ма армія | Група армій «B»       | Рур               |
| квітень  | LIII-й ак  | 7-ма армія | Група армій «B»       | Рур               |

### Склад
| Листопад 1944                          |
| -------------------------------------- |
| 694-й гренадерський полк               |
| 695-й гренадерський полк               |
| 696-й гренадерський полк               |
| 340-й артилерійський полк              |
| 340-ва дивізійна фузілерна рота        |
| 340-й протитанковий дивізіон           |
| 340-й інженерний батальйон             |
| 340-й загін зв'язку                    |
| 340-й резервний батальйон              |
| 340-ве дивізійне управління постачання |